# Enoplosidae
Famille
Genre
Espèce
Les Enoplosidae sont une famille de poissons marins de l'ordre des Perciformes représentée par un seul genre, Enoplosus et une seule espèce, Enoplosus armatus (White 1790).

## Description
Enoplosus armatus est un poisson de récif (? à -90 m) que l'on rencontre dans l'océan Indien et le Pacifique ouest et sur le long des côtes australiennes.
À l'origine classé dans la famille Chaetodontidae, avec son corps haut et comprimé, il s'en distingue toutefois par sa coloration rayée noir et argent et ses deux nageoires dorsales particulièrement développées. À noter que la deuxième dorsale présente des rayons venimeux.
Taille maximale : 50 cm.

## Liste des genres
- Enoplosus Lacepède, 1802